# Listy z getta tomaszowskiego
Listy z getta tomaszowskiego – zbiór korespondencji prywatnej o dużej wartości literackiej i historycznej. Listy były pisane w latach 1939–1941 przez tomaszowianina Izraela Aljuhe „Lutka” Orenbacha (1920–1942) do jego ukochanej Edith Blau, Żydówki pochodzącej z Wolnego Miasta Gdańska.
Młodzi poznali się latem 1939 roku w Bydgoszczy, gdzie osiedliła się żydowska rodzina Blau, która w latach trzydziestych uciekła z Gdańska z obawy przed ekscesami nazistowskimi. Lutek Orenbach przeniósł się z rodzicami z Tomaszowa Mazowieckiego do Bydgoszczy i tu zdał maturę w maju 1939 roku. Ich miłość trwała dwa miesiące. Po wybuchu wojny kochankowie zostali rozdzieleni. Lutek Orenbach powrócił do Tomaszowa i trafił do getta, a Edith Blau wraz z matką zamieszkała w miasteczku Minden koło Bielefeld. Młodzi utrzymywali stały kontakt między sobą. On pisał do niej po polsku, ona odpowiadała po niemiecku. Korespondencja urywa się wraz wywiezieniem Edith Blau do getta w Rydze pod koniec 1941 roku.
Zachowało się jedynie około stu listów Lutka Orenbacha pisanych do ukochanej dziewczyny. Jej odpowiedzi, które docierały do adresata, nie dotrwały do doby współczesnej, zaginęły wraz z likwidacją getta tomaszowskiego i eksterminacją miejscowych Żydów. Zachowały się też karykatury osób z getta tomaszowskiego wykonane przez Lutka Orenbacha, fotografie i ilustracje przesyłane Edith Blau.
Listy są przechowywane w Muzeum Holokaustu w Waszyngtonie (ang. The United States Holocaust Memorial Museum in Washington).